# 紙粘土

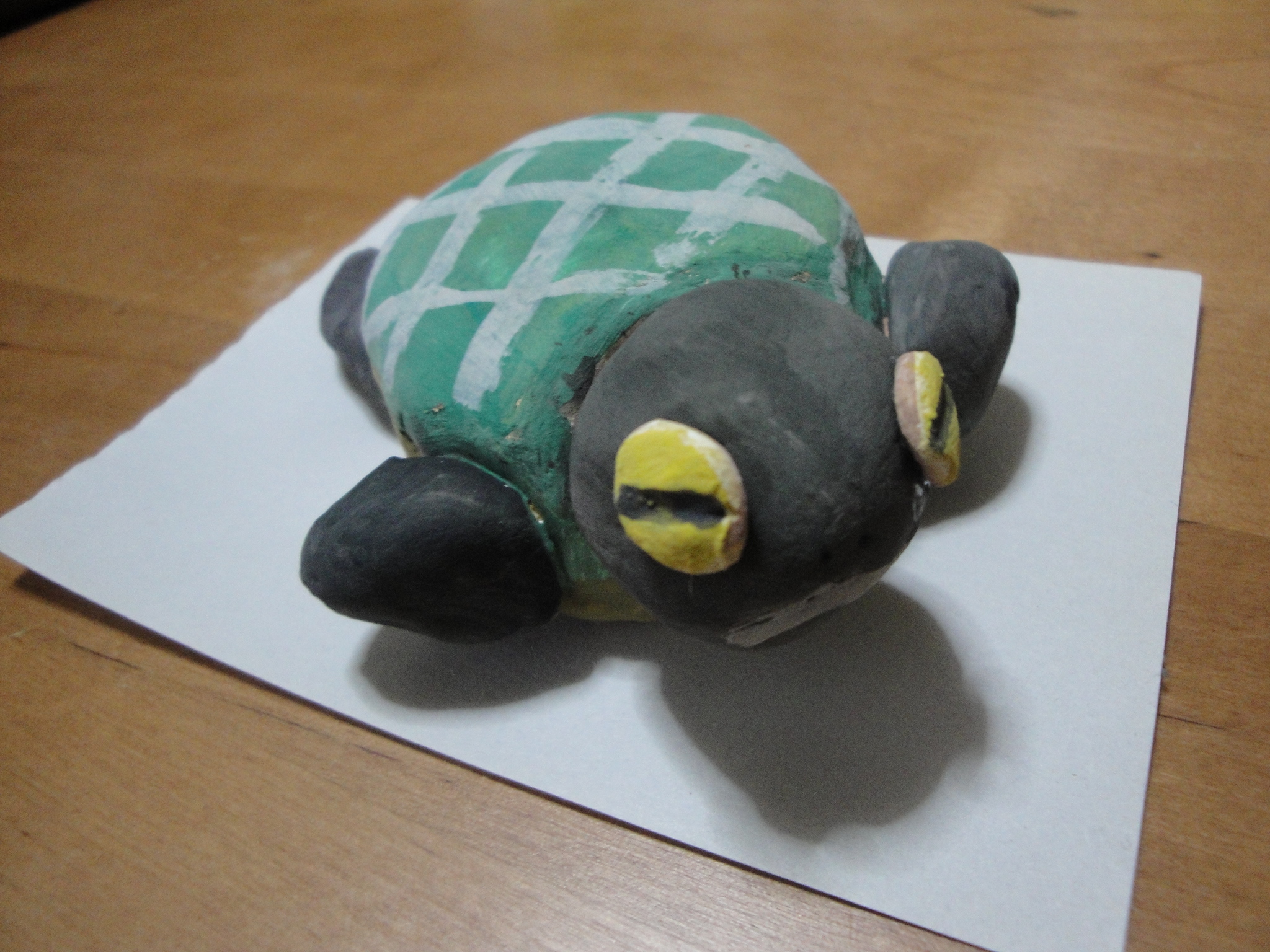
紙粘土加工品

紙粘土（かみねんど）とは、パルプを主原料に水や糊を混ぜて作られた粘土状の造形材料。細かく裁断した紙に糊などを加えて手づくりすることもできる。

## 特徴
市販の紙粘土の多くはパルプを主原料にしている。ただし、主成分は樹脂粘土と大差ないが原材料にパルプを含むため紙粘土と分類されているものや、粘土分を含むものもある。また製造技術の進歩により、非常に軟らかく軽量のものや、液状のチューブ入りのものなども開発されている。
非常に軽く、乾くと固形化する。また、水彩絵の具などによって着色でき、その造形の容易さから幼児の遊び道具、小中学校での図工や美術の教材、趣味の造形材料などに用いられる。原材料も安く安価で販売されるため、文房具店などの専門店の他にも、ホームセンターや100円ショップなどのディスカウントストアでも販売され、愛好家により大人向けの関連図書も多数出版されている。

## 加工
芯材などを使い造形する。ただし、その素材ゆえに水分に触れると、溶けて形を崩す。乾燥した紙粘土は衝撃に弱く、破損しやすい。乾燥後に着色や、ニスなどの有機溶剤で表面を覆い、光沢を与え質感を変える場合もある。